# Lykhny
Lykhny (en géorgien : ლიხნი, en abkhaze et en russe : Лыхны) est une commune rurale du raïon de Goudaouta, à 5 km au nord-est de la ville du même nom, en Abkhazie, république séparatiste de Géorgie. Sa population s'élevait à 8 948 habitants au recensement de 1989.

## Histoire
La fondation du bourg remonte à 1 500 ans et faisait partie de la principauté d'Abkhazie. De 1808 à 1864, il fut d'ailleurs une résidence officielle de la famille princière.
La population souffrit des exactions des Turcs Mouhadjirs, pendant le XIXe siècle, lorsque l'Abkhazie faisait partie de l'Empire ottoman.
En 1886, le bourg comptait 2 425 chrétiens et 1 068 musulmans sunnites ; 98,6 % étaient abkhazes. Selon les registres des ordres de l'Ancien régime, il y avait quatre princes, 83 nobles, neuf ecclésiastiques orthodoxes, trois bourgeois et 3 394 paysans.

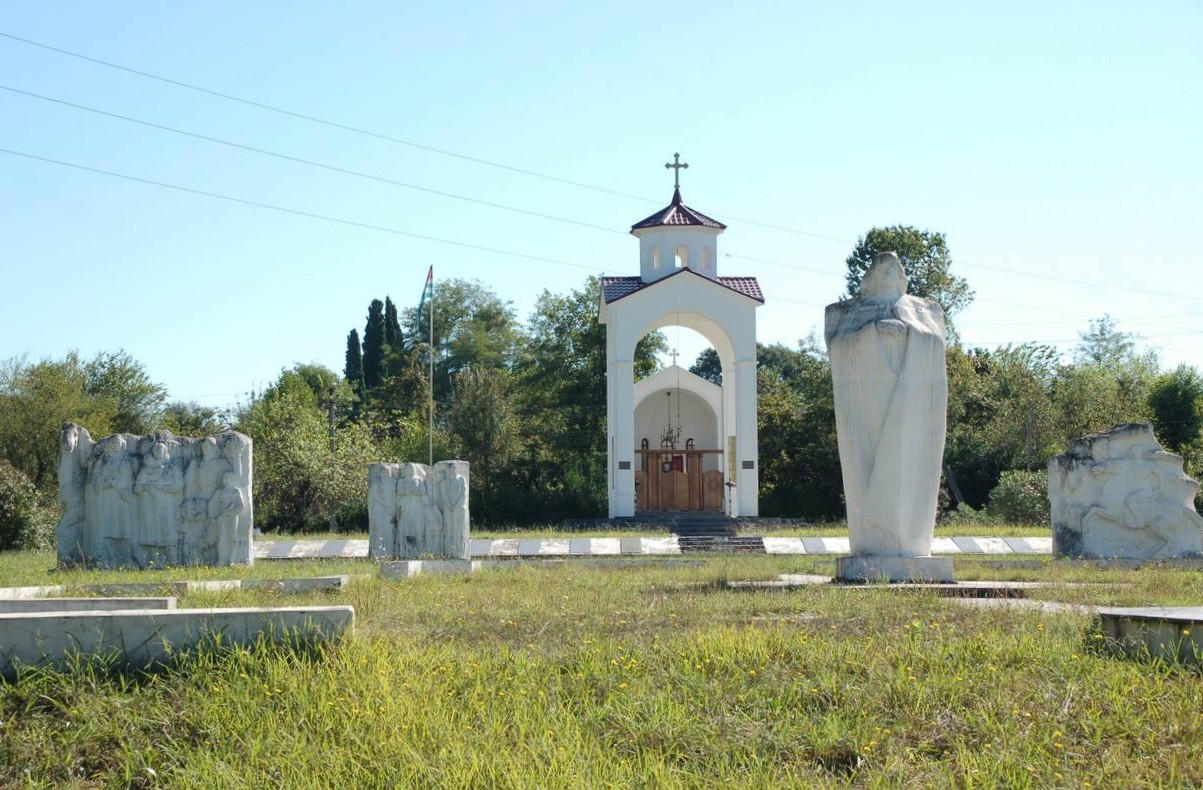
Le monument à la guerre d'Abkhazie.

Pendant la période stalinienne, on fit venir des paysans géorgiens dans un ensemble qui prit le nom de soviet rural de Lykhny. Le vin rouge demi-doux produit depuis dans la région est fameux.
Au moment de la guerre d'Abkhazie, Lykhny est le siège d'activités séparatistes abkhaze. Y faisant référence, la "déclaration de Lykhny" de Stanislav Lakova, écrite en 1989, est une demande d'autonomie de la RSS abkhaze faite aux autorités soviétiques et signée par 40 000 habitants et personnalités de la région. Le monument à la guerre d'Abkhazie souligne également cette instrumentalisation de ce village historique abkhaze.

## Patrimoine
On peut y visiter les ruines du palais d'été princier, l'église à coupole de l'Assomption (Xe – XIe siècles), avec des fresques du XIVe siècle, et dans laquelle se trouve la tombe du prince Gueorgui Tchatchba (ou Chervachidzé) (1846-1918), fils du dernier prince d'Abkhazie, sous le règne duquel la principauté entra dans l'Empire russe. 
On trouve aussi une église du VIe siècle dans les environs et un monument aux victimes de la guerre de 1993. Lykhnachta, une place au milieu du bourg, fait partie des sept lieux de pèlerinage des Abkhazes. En octobre a lieu une fête des vendanges.